# グアンタナモ
グアンタナモ（スペイン語：Guantánamo）は、キューバの南東部にある都市。グアンタナモの名はタイノ語で「土地の川」または「川と川の間の土地」に由来する。

## 概要
グアンタナモ州の州都。人口は 20 万 8,000 人。サンティアーゴ・デ・クーバの東方約 70 キロメートル、グアンタナモ湾の最深部から約 20 キロメートル北方の地点にある。

## 歴史
1819年にスペイン人が建設したが、18世紀末のハイチ独立にともない、ハイチからフランス人亡命者が多数移住してきたため、その影響が市内建築物の様式等に残っている。

## 産業
周辺に広がる農業地帯の中心地で、サトウキビやコーヒー等の集散作業が成り立つことから、農産物加工が盛んである。即ち、コーヒーの精製、製糖、チョコレート製造、酒類製造、製塩等の工業が盛んである。

## 交通
サンティアゴ・デ・クーバとは鉄道及び道路で連結され、また、グアンタナモ湾のカイマネラ港まで鉄道が通じている。もっとも、周辺に山が多く、陸上交通が不便なのでむしろ航空路が発達している。最寄りの空港はマリアナ・グラハレス空港で、クバーナ航空によりハバナのホセ・マルティ国際空港への就航便がある。

## アメリカ軍基地
1898年の米西戦争でアメリカ軍が占領し、その後アメリカの援助でスペインから独立したキューバ新政府が1903年2月23日に、グアンタナモ湾に位置するグァンタナモ基地の永久租借を認めたことにより、キューバ革命後に両国の国交が断絶するも21世紀の現在にいたるまでグァンタナモ米軍基地が置かれている。
しかしキューバ革命によって成立したフィデル・カストロ政権はアメリカの基地租借を非合法と非難しており、租借料は一度受け取った以外は受け取りを拒否している。